# Sándor Magyarosy
Sándor Magyarosy, madžarski general, * 1891, † 1972.